# Novomatic group
Гру́ппа компа́ний «Novomatic» [новома́тик] (нем. Novomatic AG, англ. Novomatic Group of Companies) — крупный австрийский концерн (конгломерат), основным видом деятельности которого является разработка и производство игровых автоматов. Среди них - Book of Maya, Dynasty Of Ming, Marco Polo и других. Также компания занимается разработкой программного и аппаратного обеспечения к ним.
Novomatic была основана в 1980 году. У истоков стоял австриец Йохан Граф. Изначально в процессе производства слотов использовались детали производимые в Британии, но через пару лет было создано автономное производство.
Через свои дочерние компании концерн выполняет полный цикл работ, в том числе консалтинговых и франчайзинговых услуг по организации функционирования залов игровых автоматов под торговой маркой «Admiral». Компания имеет свои представительства во всех странах Европы, а также в СНГ, Африке и Южной Америке.

## Структура
Концерн состоит из трех холдинговых компаний, которые в свою очередь, включают в себя по несколько дочерных компаний:

### Novomatic AG Holding
Главная компания концерна.

### C.S.C. Casino System Holding AG
- European Data Project s.r.o. — управление сетью казино и залами игровых автоматов в Чехии.
- ATSI S.A. (Advanced Technology Systems International) — сотрудничество с Краковским университетом (Польша).
- BPA Freizeit- und Unterhaltungsbetriebe GmbH — игорный оператор в Германии.

### ACE Casino Holding AG
- Инвестиции и управление несколькими казино в Швейцарии.

## Основание компании Novomatic
В 34 года Йохан Граф имел совместно с коллегой дело под названием Brodnik & Graf GmbH которое пользовалось успехом в Австрии. Вскоре он принимает решение выйти из дружеского бизнеса и начать производство своих первых слотов.
Название своей будущей фирмы Novomatic пришло на ум Графу во время одной из прогулок. Австриец проходил мимо отеля, который назывался Novotel, и вскоре он решил назвать свой бренд «Novomatic».
Первый зарегистрированный слот новой фирмы появляется в азартной индустрии в 1980 году. Проходит год, и игровые автоматы Novomatic Admiral успешно импортируются во Францию, Голландию, Германию, Швейцарию. Через пару лет в Admiral могут сыграть и жители Восточной Европы. Через 9 лет после открытия фирмы Граф расширяет производство, основывая полноценный филиал за границей, а в 2000-х начинает участвовать во всемирном мероприятии по развитию игровой индустрии ICE Totally Gaming.
В 2005 году на международной выставке ICE Totally Gaming компания презентовала игровой комплекс Gaminator.